# Loxoscaphe lindenii
Loxoscaphe lindenii là một loài dương xỉ trong họ Aspleniaceae. Loài này được Hook. T. Moore mô tả khoa học đầu tiên năm 1853.